# لامبورگینی آلار
لامبورگینی آلار (Lamborghini Alar) خودرویی است که در ایالات متحده آمریکا تولید شده‌است.
این خودرو در کلاس خودرو اسپورت قرار گرفته، طراحی آن موتور وسط، خودرو چهار چرخ محرک بوده است. 